# Polygala setacea
Polygala setacea är en jungfrulinsväxtart som beskrevs av André Michaux. Polygala setacea ingår i släktet jungfrulinssläktet, och familjen jungfrulinsväxter. Inga underarter finns listade i Catalogue of Life.